# Welzbachtalradweg
Der Welzbachtalradweg ist ein etwa 12 Kilometer langer Radwanderweg entlang des Welzbachtals von Werbach in Baden-Württemberg bis zu den Gemeinden Altertheims im bayerischen Landkreis Würzburg – wo er Altbachtalradweg genannt wird. Er ist ein Teilstück der Verbindung des Taubertalradwegs mit dem Main-Radweg bei Würzburg.

## Strecke

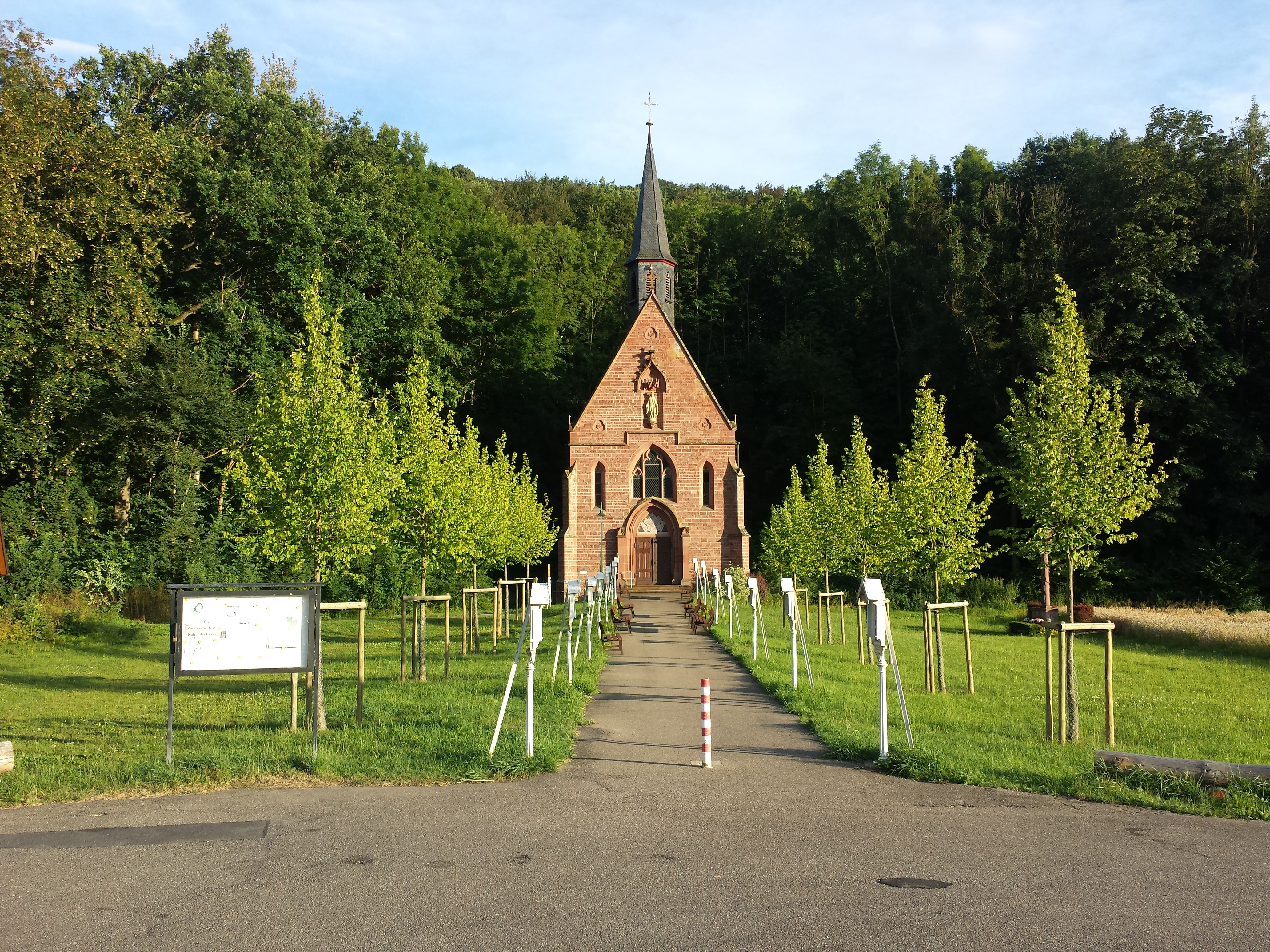
Der Welzbachtalradweg, im Hintergrund die Wallfahrtskapelle Liebfrauenbrunn (2016)

### Profil und Charakteristika
Der Welzbachtalradweg verläuft leicht ansteigend im Welzbachtal von Werbach (Mündung des Welzbachs in die Tauber im baden-württembergischen Main-Tauber-Kreis) bis Oberaltertheim (Quelle des Bachs, der im bayrischen Landkreis Würzburg als Altbach bezeichnet wird) ohne große Steigungen. Der Radweg ist auf der kompletten Strecke asphaltiert und gut befahrbar.
Der Welzbachtalradweg führt direkt an der bekannten Wallfahrtskapelle Liebfrauenbrunn zwischen Werbach und Werbachhausen vorbei. Unter der Wallfahrtskapelle befindet sich eine Heilquelle, bei der Pilger aus großem Umkreis kostenlos Wasser holen.

### Verlauf
- Werbach mit Verbindung zum Taubertalradweg
- Werbachhausen
- Wenkheim
- Landesgrenze Baden-Württemberg / Bayern
- Steinbach
- Unteraltertheim
- Oberaltertheim mit Verbindung über Waldbrunn, Eisingen und Höchberg bis nach Würzburg zum Main-Radweg

### Anschlüsse

#### Radwanderwege
In beiden Richtungen lässt sich die Reise auf dem Fahrrad fortsetzen. In Werbach auf dem Taubertalradweg flussabwärts über Niklashausen, Gamburg, Bronnbach und Reicholzheim bis Wertheim. Oder ebenfalls ab Werbach auf dem Taubertalradweg flussaufwärts über Tauberbischofsheim, Lauda-Königshofen, Bad Mergentheim, Weikersheim und Creglingen bis Rothenburg ob der Tauber. In Altertheim besteht über weiterführende Radwege über Waldbrunn, Eisingen und Höchberg ein Anschluss bis nach Würzburg zum Main-Radweg. Auch der Main-Tauber-Fränkische Rad-Achter kann an beiden Enden des Radwegs angesteuert werden.
Die Erlebnistour Nr. 5 der Touristikgemeinschaft Liebliches Taubertal führt durch das Welzbachtal.
Wanderer können ihre Reise auf dem Jakobsweg Main-Taubertal ab Werbach fortsetzen.

#### Bahn
Über Werbach lässt sich in Hochhausen oder Tauberbischofsheim die Bahnstrecke Lauda–Wertheim erreichen, die auch dem Fahrradtourismus im Taubertal dient. 